# هيني توم
هيني توم (بالإنجليزية: Tom Heeney)‏ مواليد 18 مايو 1898 في نيوزيلندا، الولايات المتحدة - الوفاة 15 يونيو 1984 في ميامي، فلوريدا، الولايات المتحدة، كان ملاكم نيوزلندي سابق صنّف ضمن فئة الوزن الثقيل.

## إحصائيات
خاض خلال مسيرته 69 نزالا، فاز في 37 وتعادل في 8 وخسر في 22. فاز بالضربة القاضية في 15 نزالا.

## روابط خارجية
- هيني توم على موقع بوكس ريك (الإنجليزية) (registration required)
- هيني توم على موقع قاعة نيوزيلندا للمشاهير الرياضية (الإنجليزية)